# Valentina Lefort
Valentina LeFort (Santiago,Región Metropolitana, Chile; 26 de enero de 1988)  es una futbolista chilena. Juega de lateral y de volante por derecha en el club Universidad de Chile.

## Sus inicios en la selección Sub-20
Valentina en algún momento de su vida debió tomar una difícil decisión para estar en el Mundial Femenino Sub 20. Sus estudios de Ingeniería Mecánica en la Universidad Católica de Valparaíso no le daban tiempo para prepararse 100 % para este desafío. Finalmente, Valentina optó por prepararse al 100 % para vestir los colores de la roja.
En lo futbolístico es muy sólida en su puesto, también es la mayor del grupo y, a sus recién cumplidos 21 años, Valentina muestra lo mejor de la “garra” Chilena en defensa. Su juego se suele comparar con el de Gary Medel.

## Estadísticas

### Clubes
| Club                 | País           | Año       |
| -------------------- | -------------- | --------- |
| Universidad de Chile | Chile          | 2002–2009 |
| UTSA Roadrunners     | Estados Unidos | 2010–2012 |
| Colo-Colo            | Chile          | 2015      |
| ŽNK Pomurje Beltinci | Eslovenia      | 2015      |